# 白湖 (乌鲁木齐)
白湖（原名大石油泉子）是中华人民共和国新疆维吾尔自治区乌鲁木齐市头屯河区的咸水湖。白湖与其南侧的红湖组成了白鸟湖湿地。白湖是中国境内濒危物种白头硬尾鸭的栖息地中，拥有白头硬尾鸭种群数量最多的栖息地。

## 简介
白湖位于天山山脉中段北麓，白湖西南两侧环山，北侧和东侧则是由洪积或冲积形成的沙砾台地。行政区划上，白湖位于中华人民共和国新疆维吾尔自治区乌鲁木齐市头屯河区，地处头屯河区、沙依巴克区和乌鲁木齐县交界之处。白湖海拔近800米。白湖与其南侧的红湖共同组成了白鸟湖湿地，湿地面积超过131.4公顷。
白湖面积约1.1平方千米，东西长5千米，南北长3千米。天山北麓的泉水、降水和融雪形成的地表径流以及渗流形成的地下水共同组成了白湖的水源，其水质为半咸水。白湖因地处亚欧腹地，加之所处地带气候类型为中温带大陆干旱气候，年均降雨量近200毫米，故白湖周边植物以30多种的砾质旱生植物和超旱生灌木、半灌木以及多年生草本植物具有优势度。主要包括芦苇、驼绒藜、盐角草、猪毛菜、翅膜菊、合头草、樟味藜、小蓬、盐生假木贼等。后人工种植的树木中，以白蜡、苹果树等树种为主。白湖周边湿地土壤因土壤盐碱化，导致其土壤类型属于硫酸盐渍土，碱性较强。由上至下的表土、 中砂、粉土、卵石、基岩构成了白湖周围湿地的地层。

## 污染与保护
白湖主要污染源主要来自于人类活动，其中包括工业、生活和旅游。白湖附近在2014年时，有超过50家企业，包括印刷、能源、通信、建筑建材、采矿等，其中一家沙场更是距离白湖仅数百米。其中部分采石企业和化工企业会将未经处理或处理不达标的废水直接排入白湖。因建厂建房而滥采乱挖直接导致白湖水源被切断，从而使得白湖水位下降，湖周围的芦苇也因此干枯、死亡。而附近道路的铺设和厂房的建设也会产生粉尘，成为污染源。白湖附近的武警驻地、训练基地及院校和度假村的生活用水排放也成为污染白湖的源头。除此之外，人类在此地观鸟、野炊的时候，一些人在这捕鱼、捕鸟、捡鸭蛋。这使得以前在此栖息的3至40只白头硬尾鸭到2011年时仅出现了不到10只。白湖的污染问题早在2010年就已经被人所重视，新疆生态学会曾向乌鲁木齐市人民政府提交了关于建立白湖湿地自然保护区的建议。然而因为条件和资金困难，在当时并未建成。
2014年，有学者曾对白湖水质进行过调查。调查发现白湖南面和东北面悬浮固体较少，而北面、东面及西北面悬浮颗粒物较多。其原因可能是白湖西北和北部与道路和建筑工地相邻，车辆和建筑施工所产生的灰尘进入水体导致水体浑浊，而白湖东侧具有较多的微生物群落。因为靠近居民生活区及污水口，白湖东南和东北的水体化学需氧量较高，加之平坦的地势使得观鸟、野炊等人类活动多选择在该地进行，从而使得水体有机物较高。另外，虽然白湖中含有氨氮，但是并未达到污染的标准。
直到2016年，乌鲁木齐市头屯河区第十五届人民代表大会第五次会议政府报告中提出，要将白鸟湖打造成为乌鲁木齐市的湿地生态公园。并于2017年开始进行生态恢复工程，2017到2018年，头屯河区园林队和志愿者在白湖周边湿地种植白蜡、苹果树、海棠树等树种。到了2019年，环湖绿化工程已经完成超过7,000株乔木和70,000株灌木的种植。白湖周围的采砂场、采石场以及部分污水处理厂关闭，排污口和地下暗管全部切断。并设有专职巡护队，长期在湖边巡查。除此之外，在距离湖100米，设立有防护栏。

## 鸟类栖息地
2007年到2014年间，生活在白湖的鸟类有14目、36科、89属、127种，后种数有所增加。旅鸟和夏候鸟种数较多，而留鸟及冬候鸟种数较少。其中大部分被列入《国家重点保护野生动物名录》或《“三有”保护动物名录》。2007年，数十只被国际自然保护联盟列为濒危物种的白头硬尾鸭在白湖被观测到。白头硬尾鸭每年10到11月份迁徙至南亚或非洲，隔年4月份返回新疆。白头硬尾鸭在新疆境内有10余处栖息地，仅有乌鲁木齐白鸟湖湿地和奎屯湿地及乌伦古湖等地有长期的繁殖记录。白湖是所有栖息地中，白头硬尾鸭数量最多的栖息地。

### 期刊
1. 1 2 3 4  张彬; 周洋; 徐梦雨; 肖尽; 马辉英; 何秉宇. . 新疆环境保护. 2015, 37 (03): 47–53.
2. 1 2 3 4 5  蔡新斌; 张耀东; 苟军; 王传波; 张德衡; 林宣龙. . 四川动物. 2015, 34 (03): 464–467.
3. 1 2 3 4 5  丁鹏. . 新疆林业. 2013, 04 (05): 30–31.
4. ↑  李慧. . 建筑与预算. 2015, 04 (10): 23–25. doi:10.13993/j.cnki.jzyys.2015.10.007.
5. ↑  . 新疆林业. 2017, 04 (03): 49–50.

### 报纸
1. ↑  唐红梅. . 乌鲁木齐晚报 (第A04版:要闻). 2020-06-25.
2. ↑  胡大敏; 索子鸷; 李铁军. . 都市消费晨报 (第A21版(社会)). 2011-06-30.
3. ↑  钱毓. . 都市消费晨报 (第A7版(要闻)). 2010-07-20.
4. ↑  马蓓; 祁叶青. . 都市消费晨报 (第A008版：重点). 2016-01-28.
5. ↑  唐红梅. . 乌鲁木齐晚报 (第A06版：六版). 2018-04-11.
6. ↑  魏红萍. . 新疆日报 (A04要闻). 2018-11-02.
7. ↑  . 新疆日报 (A12版·开发区专刊). 2018-06-20.

### 网站
1. ↑  赵梅. . 新浪新闻中心. 2017-12-05  [2021-07-19]. （原始内容存档于2021-07-19）.
2. ↑  李志浩; 阿曼. . 新华网. 2019-06-06  [2021-07-19]. （原始内容存档于2021-07-19）.
3. ↑  饶俊华. . 天山网. 2021-02-20  [2021-07-19]. （原始内容存档于2021-07-19）.